# Sotnîkivka, Iahotîn
Sotnîkivka (în ucraineană Сотниківка) este o comună în raionul Iahotîn, regiunea Kiev, Ucraina, formată numai din satul de reședință.

## Demografie
Componența lingvistică a comunei Sotnîkivka
     Ucraineană (98,5%)
     Rusă (1,31%)
Conform recensământului din 2001, majoritatea populației comunei Sotnîkivka era vorbitoare de ucraineană (98,5%), existând în minoritate și vorbitori de rusă (1,31%).